# Arthur Cornetteprijs
De Arthur Cornetteprijs is een literatuurprijs die van 1950 tot 2001 vijfjaarlijks werd toegekend voor een in het Nederlands gesteld essay. De prijs is gesticht door het comité A.H. Cornette en wordt toegekend door de Koninklijke Academie voor Nederlandse Taal- en Letterkunde in Gent. In 2003 werden de prijzen van KANTL gereorganiseerd en werden nieuwe vijfjaarlijkse prijzen toegekend.

## Gelauwerden
- 2001 - Ludo Abicht voor Intelligente emotie
- 1996 - Joris Denoo voor De lezer tussen woord en beeld
- 1991 - Stefan Hertmans voor Sneeuwdoosjes
- 1986 - Paul Claes voor Claus reading
- 1981 - Willy Roggeman voor Lithopedia
- 1976 - Anne-Marie Musschoot voor Karel van de Woestijne en het symbolisme
- 1971 - Roger Gheyselinck voor De dood van taai geroddel